# Siegmund Peter Martin
Siegmund Peter Martin (* 15. Oktober 1780 in Holzhausen; † 20. November 1834 in Homberg/Efze) war ein deutscher liberaler Politiker.

## Leben
Während des Studiums in Göttingen und Marburg bis 1801 engagierte sich Martin für gesamtdeutsche Studentenvereinigungen. Ab 1804 war er im Verwaltungsdienst der Armee von Hessen-Kassel angestellt. Dabei nahm er 1806 am Aufstand gegen die französischen Truppen teil und floh deshalb nach Hamburg. 1808 zurückgekehrt, wurde er Friedensrichter. Er beteiligte sich an der Vorbereitung des Dörnberg-Aufstands von 1809 gegen die napoleonische Fremdherrschaft. Nach dessen Niederwerfung bereitete er das Unternehmen Schills mit vor. 1810 wurde er darum im Königreich Westphalen zum Tode verurteilt, dann aber begnadigt.
Ende 1813 gab er die Zeitschrift Teutschland heraus, die jedoch nach dem ersten Heft eingestellt werden musste (Er forderte eine konstitutionelle Monarchie). 1816 trat er zusammen mit Justus von Gruner für die deutsche Einheit unter Preußens Führung ein. 1831 gab er ebenfalls nur kurzzeitig (5 Monate) das Wochenblatt Der Fürsten- und Volksfreund heraus.
Bis zu seinem Tode war er Amtsadvokat im nordhessischen Homberg.